# Greg Rusedski
Greg Rusedski (n. 6 septembrie 1973, Montréal, provincia Québec, Canada) este un fost jucător de tenis britanico-canadian. A activat între anii 1991 și 2006. În 1990 a câștigat US Open la juniori, la dublu. În 1997 a ajuns in finala turneului US Open, deși nu se afla printre favoriți. A pierdut cu Patrick Rafter, favoritul 13, scor 6-3, 6-2, 4-6, 7-5.